# Roy Jenkins
Roy Harris Jenkins, Baró Jenkins of Hillhead OM PC (Abersychan, Gal·les 1920 - Oxfordshire, Anglaterra 2003) fou un polític britànic membre del Partit Laborista i ministre en diverses ocasions durant la dècada del 1960 i 1970. L'any 1977 fou nomenat President de la Comissió Europea, càrrec que ocupà fins al 1981.

## Biografia
Va néixer l'11 de novembre de 1920 a la ciutat d'Abersychan, població situada al comtat gal·lès de Monmouthshire. Estudià ciències polítiques a la Universitat de Cardiff i d'Oxford, on es relaciona amb els futurs ministres Tony Crosland, Denis Healey i el futur primer ministre Edward Heath.
El 1987 fou nomenat Baró Jenkins of Hillhead, esdevenint membre de la Cambra dels Lords, on fou nomenat l'any 1993 líder dels Liberals Demòcrates en aquesta cambra, càrrec que ocupà fins al 1997. Morí a Oxfordshire (Anglaterra) el 5 de gener de 2003 a conseqüència d'un infart de miocardi. Les seves últimes paraules, a la seva dona, van ser: "Dos ous, si us plau, lleugerament escalfats". En el moment de la seva mort, Jenkins estava treballant en una biografia del president dels Estats Units Franklin D. Roosevelt.

## Activitat política

### Política nacional
Després de participar activament a la Segona Guerra Mundial fou escollit membre de la Cambra dels Comuns l'any 1948 en representació del Partit Laborista. L'any 1964 fou nomenat Ministre d'Aviació en el govern del primer ministre Harold Wilson, però ràpidament fou nomenat Ministre de l'Interior l'any 1965, càrrec que va desenvolupar fins al 1967, i durant en el qual va rebaixar les lleis al voltant del divorci o la censura sobre el teatre i va donar suport a lleis favorables a l'avortament. L'any 1967 fou nomenat Ministre d'Economia o Chancellor of the Exchequer, el segon càrrec en importància del gavinet britànic.
Escollit novament diputat en les eleccions de 1970, el seu partit perdé les eleccions generals d'aquell any. El 1972 dimití del seu càrrec de diputat per la convocatòria d'un referèndum en el si del seu partit per decidir la permanència del seu país a la Comunitat Econòmica Europea (CEE), en la qual Jenkins creia fermament. Aquell mateix any fou guardonat amb el Premi Internacional Carlemany, concedit per la ciutat d'Aquisgrà, en reconeixement del seu impuls a la unitat europea.
L'any 1974 el seu partit retornà al poder sent nomenat novament Ministre d'Interior, càrrec que desenvolupà fins al 1976, i durant el qual dictà unes polèmiques lleis antiterroristes.

### Política europea
L'any 1976 fou candidat per presidir el Partit Laborista, però quedà en tercera posició per darrere de James Callaghan i Michael Foot. Després d'intentar esdevenir Ministre d'Afers Estrangers en el nou govern laborista de Callaghan acceptà el nomenament de President de la Comissió Europea. La Comissió Jenkins desenvolupà, primordialment, la unió econòmica i monetària de la CEE mitjançant la creació del Sistema Monetari Europeu i l'adopció de l'ECU com a moneda pròpia.

### Partit Social Democràtic
L'any 1981, en finalitzar el seu càrrec de president de la Comissió Europea, es distancià del partit Laborista i fundà un nou partit, el Partit Social Democràtic (SDP), que liderà entre els anys 1982 i 1983. L'any 1981 intentà la seva elecció com a diputat però no ho aconseguí fins al 1982, ocupant el seu escó fins al 1987.